# Col Tehachapi
Le col Tehachapi (Tehachapi Pass) est un col qui se situe entre l’extrémité nord-est des monts Tehachapi et l’extrémité sud de la sierra Nevada, dans le comté de Kern en Californie, aux États-Unis. La route est un lien principal entre la vallée de San Joaquin et le désert des Mojaves.

## Toponymie
La signification précise du nom Tehachapi Pass est souvent source de confusion. Selon les cartes topographiques de l'USGS, le nom fait référence à la partie la plus étroite du canyon par l'approche orientale (à l'instar du col de San Gorgonio), d'une altitude d'environ 1 149 mètres. Le point culminant se situe en fait juste à l’est de la ville de Tehachapi, à une altitude de 1 229 mètres. Le panneau routier désigne cet endroit comme Tehachapi Summit. Cependant, le nom Tehachapi Pass est couramment utilisé pour désigner à la fois cet endroit et les approches des deux côtés.

## Histoire

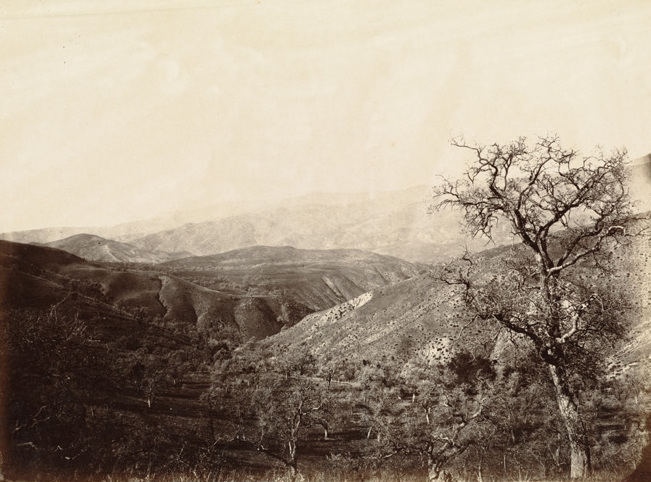
Les monts Tehachapi et le col Tehachapi en 1869.

Les Amérindiens Kitanemuk utilisaient le col comme route commerciale avant la colonisation américaine de la région au XIXe siècle. La ligne ferroviaire principale de l'ancien Southern Pacific Railroad (qui appartient maintenant à Union Pacific Railroad et est partagée avec BNSF Railway) a été construite par le col dans les années 1870. Cette voie a été suivie par la US Route 466, qui est maintenant la State Route 58.

## Activités
La zone située à l'est et au sud du col abrite le parc éolien de Tehachapi Pass, l'un des plus grands parcs éoliens de Californie. Le col est également un itinéraire envisagé pour la ligne de train à grande vitesse de Californie entre Palmdale et Bakersfield.